# Ranking the Stars (Nederland)
Ranking the Stars is een Nederlands televisieprogramma dat uitgezonden werd door BNN en na de fusie door BNNVARA. Sinds 2019 wordt het programma uitgezonden door RTL op RTL 5. De presentatie van het programma was van 2006 tot en met 2020 in handen van Paul de Leeuw. Het programma is gebaseerd op een Japans format. De eerste aflevering was op 8 december 2006. Gedurende seizoen vijf en zes in 2009 was de presentatie in handen van Sander Lantinga en Sophie Hilbrand. In 2021 nam Eddy Zoëy de presentatie over van De Leeuw. De Leeuw keerde in januari 2025 terug met het programma op RTL 4.

## Spelverloop
Aan iedere uitzending doen tien bekende Nederlanders mee. In Ranking the Stars worden per aflevering twee niet-alledaagse vragen aan de bekende Nederlanders gesteld, zoals "Wie zou het makkelijkst veertig dagen zonder seks kunnen?", "Wie werd vroeger als laatst gekozen bij gymnastiek?" en "Wie is de beste vriend(in)?". In de uitzendingen wordt beweerd dat voor iedere vraag door een panel van 100 mensen van tevoren een top 10 samengesteld is, waarin de bekende kandidaten zijn "gerankt". Op 27 mei 2015 gaf Paul de Leeuw toe dat dit panel in werkelijkheid niet bestaat, maar dat de redactie dit bepaalt. Iedere bekende kandidaat maakt daarnaast een eigen top 10, waarin ze zichzelf en de andere deelnemers "ranken". Daarnaast moet de lijst gemotiveerd worden. Officieel moet iedere bekende kandidaat raden hoe de top 10 van de 100 mensen eruitziet om zodoende zoveel mogelijk punten te verdienen, maar vaak laten ze hun eigen mening ook meewegen.
In de uitzending wordt per vraag een van de sterren naar beneden gehaald om zijn of haar lijstje te bespreken. Ranking the Stars kenmerkt zich door een open sfeer, de presentator(en) en de deelnemers nemen elkaar geregeld op de hak en doen vaak opmerkelijke uitspraken en openbaringen. Het voorlezen van de lijst gaat veelal gepaard met satirische uitspraken over de kandidaten.
Nadat het lijstje is besproken wordt bekendgemaakt hoe de top 10 van de 100 mensen eruitziet. Deze top 10 wordt vervolgens vergeleken met de top 10 die elke bekende kandidaat heeft ingevuld. Elke goed gerankte BN'er levert één punt op. Degene (of degenen) die in één uitzending de meeste punten krijgt, wint de desbetreffende aflevering. In seizoen 1 t/m 9 ontving de winnaar een bokaal en wie aan het eind van een seizoen de meeste bokalen had verzameld, werd uitgeroepen tot winnaar van het seizoen en kreeg de wisselbeker mee naar huis. In sommige seizoenen werd geen winnaar uitgeroepen. De winnaar van de laatste aflevering van seizoen 10 mocht twee nachten verblijven in het vakantiehuisje van Catherine Keyl op Ameland.

## Seizoenen
De presentatie was de eerste vier seizoenen in handen van Paul de Leeuw. In seizoen 1 en 3 waren de kandidaten vrouwelijke bekende Nederlanders en in seizoen 2 en 4 mannelijke bekende Nederlanders.
Begin 2009 stopte Paul de Leeuw met de presentatie van het programma. Hij werd opgevolgd door Sophie Hilbrand en Sander Lantinga, die eerder zelf kandidaat waren in de show: Hilbrand in het eerste seizoen en Lantinga in het vierde. Sinds dit seizoen zijn er vijf mannelijke en vijf vrouwelijke bekende Nederlanders als kandidaten.
Eind 2009 nam De Leeuw het stokje weer van het presentatieduo over. Hij gaf aan het idee te hebben te vroeg gestopt te zijn. Nadat presentator Paul de Leeuw in 2018 de overstap maakte van BNNVARA naar RTL mocht hij in eerste instantie het programma niet meenemen en zou er een vervanger worden gezocht. Naar aanleiding van het stoppen van De Leeuw besloten vaste panelleden Patty Brard (te zien in 7 seizoenen) en Richard Groenendijk (te zien in 6 seizoenen) eveneens op te houden. Groenendijk keerde echter in 2019 terug tijdens een oudejaarsspecial.
In mei 2019 werd echter bekend dat BNNVARA besloten had afstand van het programma te doen omdat ze vonden dat het programma niet meer bij de omroep paste, daarnaast speelde de factor dat ze geen nieuwe geschikte presentator konden vinden ook mee. Twee maanden later werd het programma overgenomen door RTL die het programma in 2019 voor het eerst uitzond op televisiezender RTL 5. De Leeuw, die na zijn overstap bij RTL ging werken, keerde hierbij terug als presentator.
In juli 2021 werd bekend dat De Leeuw niet terug zou keren als presentator van het programma, dit door een meningsverschil tussen hem en RTL. De Leeuw vond dat het programma een prominentere plek op RTL 4 verdiende in plaats van op RTL 5, RTL was het hier niet mee eens en verving De Leeuw als presentator door Eddy Zoëy. Zoëy was tot februari 2022 als presentator te zien, waarna het programma een aantal jaar niet te zien was. In januari 2025 keerde het programma terug met Paul de Leeuw als presentator, ditmaal op RTL 4. De eerste aflevering van zijn terugkeer werd op 4 januari 2025 uitgezonden en werd bekeken door 1,6 miljoen kijkers, wat een record voor het programma is.

### Overzicht
| S. | Uitzenddata                                 | Afl. | Presentator(en)                   | Zender      | Opmerking(en)                                                |
| -- | ------------------------------------------- | ---- | --------------------------------- | ----------- | ------------------------------------------------------------ |
| 1  | 8 december 2006 – 26 januari 2007           | 8    | Paul de Leeuw                     | Nederland 3 | Vrouwenseizoen, eind 2007 verscheen een compilatie           |
| 2  | 21 september – 2 november, 23 november 2007 | 8    | Paul de Leeuw                     | Nederland 3 | Mannenseizoen, begin 2008 verscheen een compilatie           |
| 3  | 16 mei 2008 – 6 juni 2008                   | 4    | Paul de Leeuw                     | Nederland 3 | Vrouwenseizoen                                               |
| 4  | 7 november 2008 – 2 januari 2009            | 8    | Paul de Leeuw                     | Nederland 3 | Mannenseizoen. Op 5 december was er geen uitzending          |
| 5  | 1 mei 2009 – 22 mei 2009                    | 4    | Sophie Hilbrand & Sander Lantinga | Nederland 3 |                                                              |
| 6  | 11 september 2009 – 16 oktober 2009         | 6    | Sophie Hilbrand & Sander Lantinga | Nederland 3 | Muziekspecial                                                |
| 7  | 18 december 2009 – 5 februari 2010          | 8    | Paul de Leeuw                     | Nederland 3 |                                                              |
| 8  | 16 april 2010 – 4 juni 2010                 | 8    | Paul de Leeuw                     | Nederland 3 | 'Gouwe ouwe ranking'. Koninginnedageditie op 30 april        |
| 9  | 8 juli 2012 – 26 augustus 2012              | 8    | Paul de Leeuw                     | Nederland 3 |                                                              |
| 10 | 30 juni 2013 – 18 augustus 2013             | 8    | Paul de Leeuw                     | Nederland 3 | Jubileumeditie                                               |
| 11 | 27 juli 2014 – 7 september 2014             | 8    | Paul de Leeuw                     | Nederland 3 | Het seizoen startte later i.v.m. Malaysia Airlines-vlucht 17 |
| 12 | 12 juli 2015 – 30 augustus 2015             | 8    | Paul de Leeuw                     | NPO 3       |                                                              |
| 13 | 17 juli 2016 – 28 augustus 2016             | 7    | Paul de Leeuw                     | NPO 3       |                                                              |
| 14 | 18 juni 2017 – 23 juli 2017                 | 6    | Paul de Leeuw                     | NPO 3       |                                                              |
| 15 | 15 juli 2018 – 2 september 2018             | 8    | Paul de Leeuw                     | NPO 3       | BNNVARA                                                      |
| 16 | 4 september 2019 – 23 oktober 2019          | 8    | Paul de Leeuw                     | RTL 5       | [ 14 ] [ 15 ]                                                |
| 17 | 2 september 2020 – 21 oktober 2020          | 8    | Paul de Leeuw                     | RTL 5       | [ 16 ]                                                       |
| 18 | 27 oktober 2021 – 29 december 2021          | 10   | Eddy Zoëy                         | RTL 5       |                                                              |
| 19 | 4 januari 2025 – 16 februari 2025           | 8    | Paul de Leeuw                     | RTL 4       |                                                              |

### Kandidaten per seizoen
| S. | Kandidaten | Winnaar            |
| -- | --- | ------------------ |
| 1  | Leontine Borsato, Daphne Bunskoek, Fiona Hering, Sophie Hilbrand, Chantal Janzen, Yvon Jaspers, Victoria Koblenko, Milika Peterzon, Katja Schuurman en Georgina Verbaan | Yvon Jaspers       |
| 2  | Giel Beelen, Xander de Buisonjé, Beau van Erven Dorens, Winston Gerschtanowitz, Jeroen Kijk in de Vegte, Jamai Loman, Jan Smit, Henkjan Smits, Filemon Wesselink en Ruud de Wild. | n.v.t.             |
| 3  | Patty Brard, Yolanthe Cabau, Catherine Keyl, Irene van de Laar, Lieke van Lexmond, Chazia Mourali, Nada van Nie, Heleen van Royen, Tatjana Šimić en Lucille Werner | n.v.t.             |
| 4  | Maik de Boer, Michael Boogerd, Sipke Jan Bousema, Dennis van der Geest, Rob Geus, Sander Lantinga, Danny de Munk, Ruben Nicolai, Ferri Somogyi en Dennis Storm | n.v.t.             |
| 5  | Rick Engelkes, Cas Jansen, Tanja Jess, Nicolette Kluijver, Sebastiaan Labrie, Bridget Maasland, Kim-Lian van der Meij, Susan Smit, Gijs Staverman en Valerio Zeno | Nicolette Kluijver |
| 6  | Ali B, Ellen ten Damme, Do, EliZe, Roeland Fernhout, DJ Isis, Lange Frans, Boris Titulaer, Babette van Veen en Spike van Zoest | n.v.t.             |
| 7  | Kathleen Aerts, Tijl Beckand, Thomas Berge, Kim Feenstra, Angela Groothuizen, Jan Kooijman, Jette van der Meij, Johnny de Mol, Fatima Moreira de Melo en Maarten van der Weijden | Kim Feenstra       |
| 8  | Jody Bernal, Joop Braakhekke, Viola Holt, Sandra Reemer, Dries Roelvink, Anny Schilder, Bonnie St. Claire, Manon Thomas, Hans van der Togt en John de Wolf | Manon Thomas       |
| 9  | Nance Coolen, Yuri van Gelder, Glennis Grace, André Hazes jr., Gerda Havertong, Charly Luske, Patricia Paay, Stacey Rookhuizen, Loretta Schrijver, Caroline Tensen, Yes-R en Leco van Zadelhoff | Yes-R              |
| 10 | Patty Brard, Xander de Buisonjé, Ferry Doedens, Sylvia Geersen, Tygo Gernandt, Richard Groenendijk, Isa Hoes, Tim Hofman, Viola Holt, Catherine Keyl, Bridget Maasland, Andy van der Meijde, Chazia Mourali, Halina Reijn, Daniël de Ridder, Heleen van Royen, Anny Schilder, Loretta Schrijver, Henkjan Smits, Hans van der Togt, Kees Tol, Georgina Verbaan, Filemon Wesselink en Dirk Zeelenberg                                               | n.v.t.             |
| 11 | Freek Bartels, Rick Brandsteder, Patty Brard, Christina Curry, Cilly Dartell, Tim Douwsma, Richard Groenendijk, Gerda Havertong, Marc-Marie Huijbregts, Mariska van Kolck, Henk Krol, Marc van der Linden, Patricia Paay, Euvgenia Parakhina, Milika Peterzon, Edsilia Rombley, Anny Schilder, Sylvana Simons, Monique Smit en Toprak Yalçiner | n.v.t.             |
| 12 | Cor Bakker, Jim Bakkum, Tim den Besten, Leonie ter Braak, Joop Braakhekke, Patty Brard, Ferry Doedens, Virginia van Eck, Ajouad El Miloudi, Sofie van den Enk, Richard Groenendijk, Maxim Hartman, Gerda Havertong, Hans Klok, Menno de Koning, Sander Lantinga, Fred van Leer, Imca Marina, Jörgen Raymann, Halina Reijn, Peter Jan Rens, Shirma Rouse, Anny Schilder, Monique Smit, Jan Versteegh, Lucille Werner en Toprak Yalçiner            | n.v.t.             |
| 13 | Tim den Besten, Karin Bloemen, Sabia Boulahrouz, Patty Brard, Ajouad El Miloudi, Richard Groenendijk, Gerda Havertong, Mariska van Kolck, Loiza Lamers, Frank van der Lende, Berget Lewis, Marc van der Linden, Bridget Maasland, Mayday, Mr. Polska, Patricia Paay, Prem Radhakishun, Jörgen Raymann, Anny Schilder, Wibi Soerjadi, Gijs Staverman en Jan Versteegh                                                                              | n.v.t.             |
| 14 | Karin Bloemen, Remy Bonjasky, Patty Brard, Thomas Cammaert, Raven van Dorst, Soundos El Ahmadi, Sylvia Geersen, Imanuelle Grives, Richard Groenendijk, Gerda Havertong, Isa Hoes, Catherine Keyl, Fred van Leer, Marc van der Linden, Jörgen Raymann, Anny Schilder, Georgina Verbaan en Kaj van der Voort | n.v.t.             |
| 15 | Tim den Besten, Karin Bloemen, Ron Boszhard, Patty Brard, Raven van Dorst, Johan Goossens, Imanuelle Grives, Richard Groenendijk, Olcay Gulsen, Gerda Havertong, Marc-Marie Huijbregts, Sander Lantinga, Kjeld Nuis, Dave von Raven, Jörgen Raymann, Shirma Rouse, Anny Schilder, Georgina Verbaan en Jan Versteegh | n.v.t.             |
| 16 | Tim den Besten, Karin Bloemen, Steven Brunswijk, Roy Donders, Raven van Dorst, Ajouad El Miloudi, Renate Gerschtanowitz, Rob Geus, Gerda Havertong, Frits Huffnagel, Keizer, Frank van der Lende, Fajah Lourens, Martien Meiland, Merol, Patricia Paay, Jörgen Raymann, Anny Schilder, Viktor Verhulst, Miljuschka Witzenhausen, John de Wolf en Emma Wortelboer                                                                                  | n.v.t.             |
| 17 | Bizzey, Karin Bloemen, Daan Boom, Olga Commandeur, Raven van Dorst, Famke Louise, Imanuelle Grives, Samya Hafsaoui, Gerda Havertong, Marc-Marie Huijbregts, Koen Kardashian, René Karst, Hans Kazàn, Stefano Keizers, Hans Kesting, Martijn Koning, Henk Krol, Kjeld Nuis, Orgel Joke, Patricia Paay, Tony Peroni Junior, Nienke Plas, Jörgen Raymann, Halina Reijn, Donny Roelvink                                                               | n.v.t.             |
| 18 | Rob Geus, Willie Wartaal, Esmée van Kampen, Victoria Koblenko, Edson da Graça, Patricia Paay, Qucee, Gaby Blaaser, Shirma Rouse, Henk Krol, Maxim Hartman, Fatima Moreira de Melo, Donnie, Ferry Doedens, Dennis Schouten, Frank Jansen, Peter Jan Rens, Henk Westbroek, Imca Marina, Viola Holt, Pauline Wingelaar | n.v.t.             |
| 19 | Patty Brard, Glennis Grace, Rob Goossens, Gordon, Sébas Diekstra, Lilian Marijnissen, Robèrt van Beckhoven, Loretta Schrijver †, Justine Marcella, Rayen Panday, Sarah Janneh, Eveline Stallaart, Kees & John de Bever, Richard Groenendijk, Soundos El Ahmadi, Roxane Knetemann, Michella Kox, Ferry Doedens, Robbert Rodenburg, Hans Klok, April Darby, Maxim Hartman, Tamara Elbaz, Rick Evers, Iris de Jonge, Marianne Timmer, Magtel de Laat |                    |

## Speciale uitzendingen
Op 30 november 2008 deed Paul de Leeuw in een marathonuitzending van Mooi! Weer De Leeuw een speciale live-editie van Ranking the Stars. Deze werd gewonnen door Arie Boomsma. Ivo Niehe eindigde als laatste. De overige gasten waren Frits Sissing, Marco Borsato, Robert ten Brink, Maurice de Hond, Guus Verstraete, Prem Radhakishun, Wouter Hamel en Jack van Gelder.
Op 1 januari 2014 werd een speciale aflevering uitgezonden vanwege het nieuwe jaar: Ranking the Stars – The Hangover. In deze aflevering waren de gasten Jeffrey Wammes, Sylvia Geersen, Jamai Loman, Richard Groenendijk, Yes-R, Sylvana Simons, Dennis Weening, Patty Brard, Anny Schilder en Kim-Lian van der Meij. Van der Meij won deze aflevering.
Op 25 december 2014 en 1 januari 2015 werden een kerst- (Ho Ho Ho) en een nieuwjaarseditie (The Afterparty) uitgezonden.
De gasten tijdens de kersteditie waren Gerda Havertong, Jan Versteegh, Patty Brard, Johan Goossens, Heleen van Royen, Toprak Yalçiner, Marc van der Linden, Lucille Werner, Shirma Rouse en Richard Groenendijk.
De gasten tijdens de nieuwjaarseditie waren Patty Brard, Johan Goossens, Gerda Havertong, Jan Versteegh, Richard Groenendijk, Everon Jackson Hooi, Henny Huisman, Kim-Lian van der Meij, Shirma Rouse en Sylvana Simons.
Ook in 2015 werd er op Eerste Kerstdag een kersteditie uitgezonden en op 1 januari 2016 een nieuwjaarseditie.
De gasten tijdens deze kersteditie waren Richard Groenendijk, Rintje Ritsma, Bridget Maasland, Thomas Dekker, Dilan Yurdakul, Frans Duijts, Sjoerd van Ramshorst, Ajouad El Miloudi, Patty Brard en Anny Schilder.
De gasten tijdens de nieuwjaarseditie waren Richard Groenendijk, Rintje Ritsma, Patty Brard, Anny Schilder, Marlou van Rhijn, Mattie Valk, Fred van Leer, Gerda Havertong, Marc van der Linden en Filemon Wesselink.
Op 31 december 2019 keerde het programma met een oudejaarseditie terug die binnenin het programma Paul pakt uit! werd uitgezonden. De gasten tijdens deze oudejaarseditie waren Akwasi, Francis van Broekhuizen, Klaas Dijkhoff, Raven van Dorst, Richard Groenendijk, Gerda Havertong, Rijk Hofman, Ben Cramer, Anny Schilder en Loretta Schrijver.
Op 23 december 2021 en op 14 februari 2022 werden twee Videoland-specials van Ranking the Stars uitgezonden die exclusief op de streamingdienst te zien waren. De gasten tijdens deze twee edities waren hetzelfde en waren enkel bekende Videoland-gezichten. De gasten waren Leslie Keijzer, Jay Francis, Marvin Wijnans, Jasper Lijfering, Niek Marijnissen, Envy Peru, Joan Pronk, Demi de Boer, Sonny Lorenzo en Diva Maria.

## Trivia
- Presentator Paul de Leeuw, die dit programma ruim elf jaar gepresenteerd had, was gevraagd om in Londen een Engelse variant van het programma te maken. De Leeuw weigerde dit vanwege zijn gebrekkige Engels.[20]